# Podnebí Irska
Irsko má mírné oceánské podnebí – je mírné a vlhké. Teploty jsou zde celoročně stálé a teplotních výkyvů je málo. Největší vliv na podnebí má Golfský proud, který způsobuje, že je zde tepleji než jinde ve stejných zeměpisných šířkách. Celoročně je počasí v celém Irsku velmi proměnlivé a tak pokud je jasno, tak se může za hodinu přihnat přeháňka. Obvykle jsou ale Irské deště krátkodobé, nepříliš silné, zato častější. Průměrné měsíční teploty se pohybují přibližně od 5 °C v zimě až po 15 °C v létě. Srážky jsou celoročně rovnoměrně rozložené. Obecně má země teplá léta a chladné zimy.
Leden a únor jsou nejchladnější měsíce v roce a průměrné denní teploty vzduchu během těchto měsíců klesají na 4–7 °C. Naproti tomu nejteplejší měsíce jsou červenec a srpen, s průměrnými denními teplotami 14–16 °C, zatímco průměrná denní maxima se v červenci a srpnu pohybují okolo 17–18 °C poblíž pobřeží, 19–20 °C ve vnitrozemí. Nejslunnější měsíce jsou květen a červen, kdy je průměrně pět až sedm hodin slunečního svitu denně. Ačkoli extrémní povětrnostní jevy v Irsku jsou ve srovnání s jinými zeměmi evropského kontinentu poměrně vzácné, dochází k nim. Tzv. Atlantické deprese, které se vyskytují hlavně v měsících prosinec, leden a únor, mohou občas přivést do západních pobřežních krajů větry až 160 km/h. V letních měsících, zejména kolem konce července a začátku srpna, se mohou objevit bouřky.

## Teplota

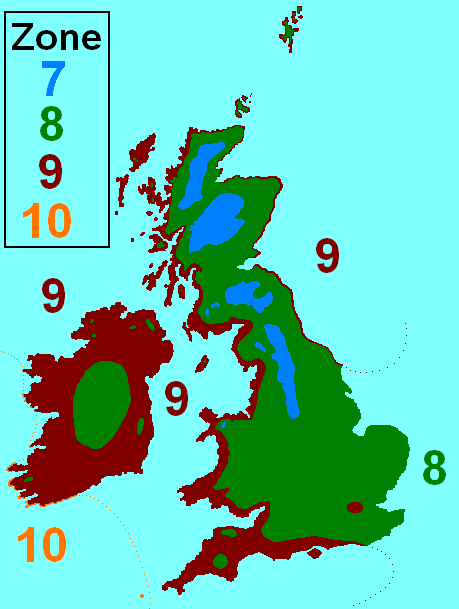
Síla každoročně obvyklých nejsilnějších mrazů v Irsku a Velké Británii. Rozděleno na zóny: 10 → do −1 °C, nejčastější zóna 9 → do −6 °C a 8 → do −10 °C

Irsko pociťuje nedostatek teplotních extrémů ve srovnání s jinými oblastmi v podobných zeměpisných šířkách. Existují regionální rozdíly, přičemž vnitrozemské oblasti jsou v zimě chladnější a v létě teplejší než jejich pobřežní protějšky.
Nejteplejší oblasti se nacházejí podél jihozápadního pobřeží. Nejchladnější oblasti se nacházejí ve vnitrozemí.
Roční amplituda teploty je obvykle okolo 25 stupňů. Zimní mrazy jsou slabé a dosahují v nejchladnějších dnech okolo −5 °C, na jihozápadním pobřeží ještě méně (−1 °C až −3 °C). Mrazy se vyskytují obvykle za jasných zimních nocí (na jihozápadě to platí tuplem). Rozdíly mezi nejnižší a nejvyšší denní teplotou jsou také malé a největší amplituda denní teploty je 10–14 °C. Léta nejsou moc horká a nejvyšší letní teploty na většině území jen lehce přesahují 20. Je běžné, že v létě se vyskytuje několik dní, kdy teplota nepřekročí ani 15 °C a v zimě se mohou také vyskytovat takto teplotně stejné dny.
- Nejteplejší místo — Valentia (Kerry), roční průměr (1961–1990) 10,4 °C. Průměrný roční počet dní s mrazem je 14 a 5 dní se sněžením.[3]
- Nejstudenější místo — Clones (Monaghan), roční průměr (1961–1990) 8,8 °C. Průměrný počet dní s mrazem je 46 a 27 dní se sněžením.[4]

### Extrémy
Nejvyšší teplota 33,3 °C byla naměřena v Kilkenny Castle 26. června 1887 a nejnižší teplota byla −19,9 °C Glasnevin 12. ledna 1882.
Šest z nejteplejších deseti let v Irsku nastalo od roku 1990. V důsledku změny klimatu se odhaduje, že teploty na konci století vzrostou všude až o 3,4 stupně.
Extrémní teplo a chlad jsou v celé zemi vzácné. Letní teploty přesahují 30 °C obvykle jednou nebo dvakrát za deset let (nedávné příklady jsou roky 2020, 2018, 2016, 2013, 2006, 2005, 2003, 1995, 1990, 1989, 1983, 1976 a 1975), i když běžně dosahují 20 °C a výš. Silné mrazy se vyskytují jen příležitostně v zimě, přičemž teploty pod −10 °C jsou v nížinách velmi neobvyklé a teploty pod bodem mrazu neobvyklé v mnoha pobřežních oblastech.
| Teplota               | Teplota | Teplota | Teplota | Teplota | Teplota | Teplota | Teplota  | Teplota | Teplota | Teplota | Teplota  | Teplota  | Teplota |
|                       | leden   | únor    | březen  | duben   | květen  | červen  | červenec | srpen   | září    | říjen   | listopad | prosinec | rok     |
| Absolutní maximum, °C | 18.5    | 18.1    | 23.6    | 25.8    | 28.4    | 33.3    | 32.3     | 31.5    | 29.1    | 25.2    | 20       | 18.1     | 33.3    |
| Absolutní minimum, °C | −19.9   | −17.8   | −17.2   | −7.7    | −5.6    | −3.3    | −0.3     | −2.7    | −3      | −8.3    | −11.5    | −17.5    | −19.6   |
| --------------------- | ------- | ------- | ------- | ------- | ------- | ------- | -------- | ------- | ------- | ------- | -------- | -------- | ------- |

## Mráz
Mráz se v zimě vyskytuje často, přičemž většina oblastí ho každý rok zažívá více než 40 dní. V severních oblastech se mrazy vyskytují v průměru 10,2 dne každý leden, měsíc, ve kterém se mráz vyskytuje nejčastěji. Ve Sperrins a Glens of Antrim se mrazy vyskytují přibližně 80 dní v roce. Počet mrazivých dnů v Irsku za poslední desetiletí výrazně poklesl. Je známo, že největší pokles sezóny nastává v zimě.
Mráz je vzácnější podél pobřeží, v městských oblastech a také v západních a jižních oblastech.
Roches Point v hrabství Cork má nejméně dní s mrazem, s průměrem 7,0 dnů s mrazem ročně.
Kilkenny, hrabství Kilkenny má nejvíce dní s mrazem, s průměrem 53,0 dnů s mrazem ročně.
V Dublinu zaznamenává letiště v Dublinu průměrné mrazy v průměru 24,3 dne za rok, zatímco letiště Casement Aerodrome (které je dále ve vnitrozemí) zaznamenává v průměru 41,3 dne za rok.

## Srážky

### Srážky
Déšť je nejčastější forma srážek na ostrově a je extrémně běžný v celém Irsku. Déšť v Irsku obvykle přichází z atlantických frontálních systémů, které cestují na severovýchod přes ostrov a přinášejí mrak a déšť. Většina východní poloviny země má 750 až 1 000 mm srážek za rok. Srážky na západě jsou obvykle v průměru 1 000 až 1 250 mm. V mnoha horských oblastech srážky přesahují 3 000 mm ročně. Nejmokřejší měsíce jsou téměř všude prosince a leden. duben je obvykle nejsušší měsíc, ale v mnoha jižních oblastech je nejsušší červen.
Průměrný počet "vlhkých dnů" (dnů s více než 1 mm srážek) se pohybuje v rozmezí mezi asi 151 dny kolem východního a jihovýchodního pobřeží, do asi 225 dní za rok v západní části.
Nejdeštivější meteorologická stanice je Glanagimla, Leenane, hrabství Galway, která má průměrné srážky 2874,59 mm ročně. Nejmokřejší synoptickou meteorologickou stanicí je ostrov Valentia, který má průměrné ročně 1430,1 mm srážek.
Nejsušší meteorologická stanice je Casement Aerodrome, kde ročně v průměru prší 711,4 mm srážek.
Meteorologická stanice s nejvyšším počtem „vlhkých dní“ je Belmullet se 193 dny za rok, zatímco stanicí s nejnižším počtem „vlhkých dní“ je letiště v Dublinu se 128 dny za rok.

#### Srážkové záznamy
Zdroj:
- Nejsušší rok zaznamenaný v Irsku byl rok 1887, s 356,6 mm srážek zaznamenaného v Glasnevin v hrabství Dublin.
- Nejdelší sucho v Irsku nastalo v Limericku mezi 3. dubnem 1938 a 10. květnem 1938 (37 dní).
- Největší měsíční úhrn byl 790,0 mm; zaznamenané v horách Cummeragh v hrabství Kerry v říjnu 1996.
- Největší roční úhrn byl 3 964,9 mm; zaznamenaný v Ballaghbeena Gap v roce 1960.
- Největší denní úhrn byl 243,5 mm; zaznamenané v Cloone Lake v hrabství Kerry, dne 18. září 1993.

| Srážky                | Srážky | Srážky | Srážky | Srážky | Srážky | Srážky | Srážky   | Srážky | Srážky | Srážky | Srážky   | Srážky   | Srážky |
|                       | leden  | únor   | březen | duben  | květen | červen | červenec | srpen  | září   | říjen  | listopad | prosinec |        |
| Absolutní maximum, mm | 340.9  | 299.9  | 260    | 235.6  | 216.4  | 184.4  | 255.5    | 272.9  | 290.4  | 313.1  | 360.3    | 319.5    |        |
| Absolutní minimum, mm | 9.8    | 0.7    | 2.5    | 5.4    | 1.7    | 4      | 1.8      | 1.6    | 1.4    | 11.1   | 9.7      | 16.4     |        |
| --------------------- | ------ | ------ | ------ | ------ | ------ | ------ | -------- | ------ | ------ | ------ | -------- | -------- | ------ |

### Sněžení
Silně chladné počasí je v Irsku neobvyklé, přičemž většina zimních srážek přichází ve formě deště, ačkoli kopce a horské oblasti v zemi mohou běžně zaznamenat až 30 dní sněžení ročně: v regionu Wicklow Mountains je někdy 50 nebo více dní sněžení každý rok. Většina nízko položených oblastí ostrova vidí pouze několik dní sněhu ročně (od prosince do března včetně), nebo nemusí během některých zim vidět vůbec sníh.

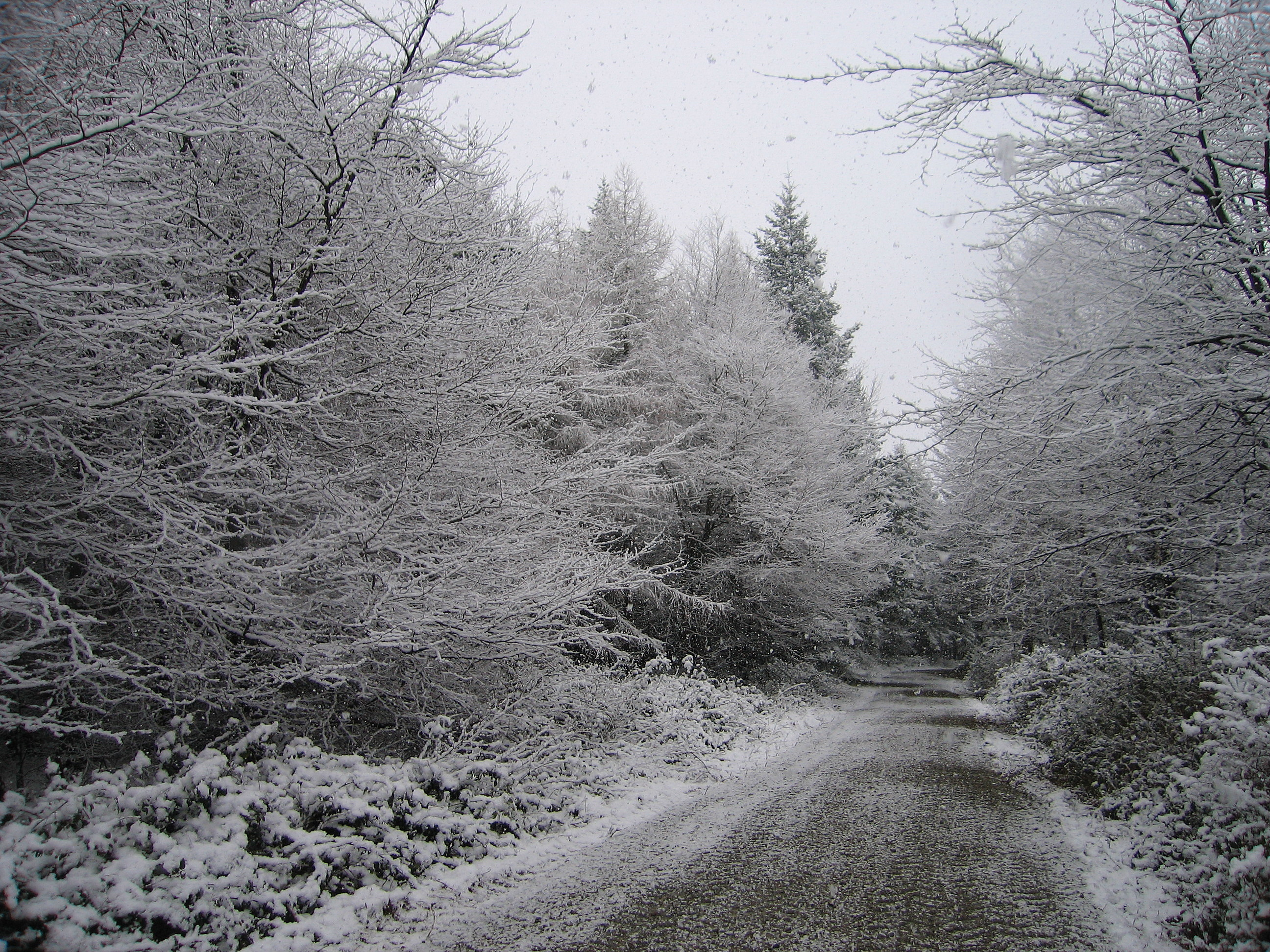
Sněžení je vzácné a výška sněhu maximálně do několika centimetrů

Nicméně, existují přípravy na sníh a led, včetně distribuce štěrku, soli a dalších minerálů upravitelných sněhem. Na konci roku 2011 irská vláda zřídila „Winter-Ready“, aby připravila zemi na takové nepříznivé počasí.
Vzhledem k jeho variabilitě (což je způsobeno hlavně vlivem Atlantského oceánu, Golfského proudu a Severoatlantického driftu, jakož i severní šířky a zranitelnosti Irska vůči sibiřským / arktickým větrům) je irské počasí během zimních měsíců obtížné předvídatelné. Výše uvedené faktory umožňují extrémně nízké teploty i relativně mírné teploty.
Nejsněhovější meteorologickou stanicí je Clones v hrabství Monaghan, která má ročně průměrně 18 dní sněhu nebo sněhových srážek. Nejméně zasněženou meteorologickou stanicí je ostrov Valentia v hrabství Kerry; která má ročně průměrně 5,6 dne sněhu a/nebo déšť se sněhem.

### Kroupy
Krupobití jako sníh a plískanice jsou v Irsku také vzácné, může se však objevit kdykoli během roku. Je to nejběžnější na jaře během bouřky.
Nejvíce krupobití má Malin Head v hrabství Donegal, průměrně 48,4 dne ročně.
Nejméně krupobití má Roche's Point v hrabství Cork, průměrně 8,0 dne za rok.

### Bouřky
Bouřky jsou v Irsku poměrně vzácné. Je pravděpodobnější, že nastanou koncem léta, i když k nim může dojít kdykoli během roku.
Letiště Cork v hrabství Cork zažilo nejméně bouřek; v průměru 3,7 dne za rok.
Ostrov Valentia v hrabství Kerry zažije nejvíce bouřek; v průměru 7,1 dne za rok.

## Vítr

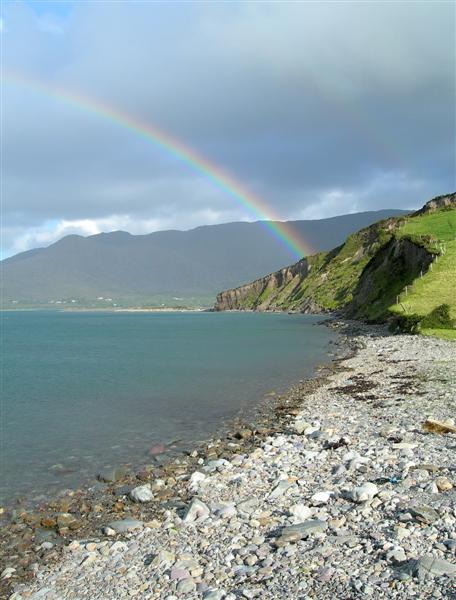
Irské počasí je přes den velmi proměnlivé

Pobřežní oblasti jsou větrnější a to především na západě. Směrem do vnitrozemí se rychlost větrů snižuje.
- Nejvyšší průměrná roční rychlost větru — 30,2 km/h na Malin Head (Donegal)[13]
- Nejnižší průměrná roční rychlost větru — 12 km/h v Kilkenny (Kilkenny)
- Nejvyšší zaznamenaná rychlost větru — 327 km/h v Kilkeel (Down)

Tornáda jsou v Irsku velmi vzácná, každý rok je jich hlášeno méně než deset – většinou v srpnu.

## Mlha
Mlha se vyskytuje nejčastěji ve vnitrozemí a ve vysokých nadmořských výškách, naopak na pobřeží je méně častá. Nejčastější jsou mlhy v zimě a v dopoledních hodinách v dobách, kdy je vysoký atmosférický tlak. Nejvíce dní s mlhou má Cork → 99,5 dní v roce a naopak nejméně Valentia → 8,9 dní v roce.

## Viditelnost
Viditelnost je obecně velmi dobrá kvůli blízkosti průmyslu k pobřeží, což umožňuje vánku rozptýlit jakýkoli smog. Mlha se často vyskytuje, stejně jako mlha na pobřeží na východě, ale obecně není dlouhotrvající. V zimě to však může chvíli trvat, než se vzduch znovu pročistí.

## Časový posun
Irsko je oficiálně v časovém pásmu GMT, což je oproti českému času o hodinu méně. Přesný časový posun od nultého poledníku je však od 25 minut na východě až po 40 minut na západě. Na jižním pobřeží po celý rok slunce zapadá a vychází o 1 hodinu a 25 minut až po 1 hodinu a 40 minut později než v česku (na 15 stupni v. d. a 50 s. š.) a rozdíly v různých ročních obdobích dané zeměpisnou šířkou jsou nepatrné. Jinak je tomu ale v nejsevernějších částech Irska (sever County Donegal), kde se do toho cpe i rozdílná zeměpisná šířka a tak je rozdíl mezi časem východu a západu slunce rozdílný i v různých ročních obdobích. Například Malin Head má přesný časový posun, daný zeměpisnou délkou 1 hodinu a 30 minut oproti 15 stupni v. d. a 50 stupni s. š., ale o letním slunovratu tam slunce vychází jen o 58 minut později, ale zapadá o 2 hodiny a 4 minuty později. O zimním slunovratu je to naopak a v tom samém místě slunce vychází později o 2 hodiny a 4 minuty a zapadá o 58 minut dříve.

## Délka dne
O zimním slunovratu trvá den na Malin Head (nejsevernější místo v Irsku) 7 hodin a 5 minut a na nejjižnějším místě (Sherkin Island) je to 7 hodin a 50 minut. Nejdelší den v roce (o letním slunovratu) trvá na Malin Head 17 hodin a 25 minut a na Sherkin Island 16 hodin a 38 minut.

## Extrémy

### Extrémy od roku 1997
- Zima 2013/2014 — Silný vítr, který na spoustě míst dosahoval až 150 km/h a dlouhodobě velmi větrno.
- 24. říjen 2011 — Silný déšť způsobil záplavy v okolí Dublinu. V ten den spadlo až 80 mm srážek.
- Velmi deštivý listopad 2009 — Na západě v tento měsíc spadlo 200–300 mm srážek a na východě 300 až 500 mm. Na západě pršelo skoro každý den.
- Léto 2008 a záplavy — Neobvykle deštivé počasí na jihovýchodě. Na jihovýchodě spadlo až dvojnásobné množství srážek než je průměr.
- 13. až 15. listopad 2002 Deštivo a záplavy — Velmi deštivé dny, spadlo okolo 70 mm za den.
- 1. únor — Záplavy na jižním a východním pobřeží.
- 5. listopad 2000 — Záplavy v okolí Dublinu. Místy spadlo až 150 mm srážek za den.
- Orkán 26. prosince 1998 — Nárazy větru od 110 km/h ve vnitrozemí až po 170 km/h na západním pobřeží.
- Záplavy v 29. prosince 1998 — V oblasti Kerry stoupla naráz hladina řek až o 3 metry.
- Větrná bouře 24. prosince 1997 — Nejvyšší nárazy větru 80 až 150 km/h.
- Záplavy 4. − 7. srpen 1997 — Záplavy byly v jižním Irsku, kde místy spadlo až 200 mm srážek za 3 dny.

### Nejextrémnější počasí za dobu měření
- Nejvíce sněhu — 1917, byly místy až třímetrové závěje a průměrná výška sněhové pokrývky byla 30 cm.
- Léto 1995 — Nejteplejší léto, bylo přibližně o 2,5 stupně teplejší než průměr. Na většině území dosáhly nejvyšší denní teploty až hodnot okolo 30 °C.
- Listopad/Prosinec 2010 — Nejstudenější zima za posledních 50 let. Na jihozápadním pobřeží byly nejnižší teploty mezi −5 °C až −10 °C, na severu od −10 °C do −15 °C (v závislosti od vzdálenosti od pobřeží) a na nejchladnějších místech dokonce až okolo −18 °C. Nejnižší teplota −18,7 °C byla naměřena v Castledergu.[24] Výška sněhu byla od několika centimetrů na jihozápadním pobřeží až po více 20 cm ve vnitrozemí.
- Tornádo 17. března 1995 — Tornádo udeřilo nedaleko od Dublinu, vítr v tornádu dosáhl rychlosti 320 km/h a poničilo několik domů.

## Severní Irsko
Severní Irsko má oproti zbytku Irska o trochu chladnější klima. Jinak podnebí je velmi podobné jako ve zbytku Irska.